# Karkar
Pour les articles homonymes, voir Karkar (homonymie).
Karkar est une île volcanique de la mer de Bismarck, au nord de la Papouasie-Nouvelle-Guinée, avec un volcan de 1 839 m d'altitude.
L'île fait partie du district de Sumkar, dans la province de Madang et la région Momase. Elle est habitée par environ 50 000 habitants, pour la plupart sont catholiques ou luthériens et qui parlent le takia ou le waskia.